# 福安水牛
福安水牛是中国福建省的水牛品种，是福建省26个地方畜禽良种中唯一的水牛品种。
福安水牛属沼泽型水牛，分布于福建省宁德市福安及围边的霞浦、福鼎、蕉城等地。福安水牛为役用型牛，主要用于耕作、榨糖、踩砖瓦泥等。福安水牛适应性强、耐粗饲、抗病力强。
福安水牛被毛为青黑、青灰、浅褐等色。初生的福安水牛毛多为微红色、褐色或灰色，7岁以上渐由青灰转为青黑。蹄多呈黑色，个别为灰白色。
1980年，福安水牛存栏4.36万头。2004年，福安水牛存栏仅2.2745万头。2005年，福建省在溪潭、穆云建立了2个福安水牛保护区，在溪潭镇岳秀村建立了福安水牛保护场。